# 巴黎十一區
巴黎十一區是法国首都巴黎市的20個區之一。該區位於巴黎塞納河右岸，是巴黎人口密度最高的一個區域。

## 地理
巴黎十一區總面積為3.67平方公里。

## 人口
巴黎十一區的人口最高峰是在1911年，當時有242,295名居民。今日十一區仍是巴黎人口最密集的區域。於1999年，有149,102名居民，以及71,962個就業職位。

## 名胜
- 冬之马戏团馆（Cirque d'hiver）
- 圣盎博罗削教堂（Église Saint-Ambroise）
- 巴黎高等商业学院 欧洲（ESCP-Europe）
- 艾迪特·皮雅芙博物馆

## 街道
| - 博马舍大道（Boulevard Beaumarchais） - 贝尔维尔大道（Boulevard de Belleville） - 布汶大街（Avenue de Bouvines） | - 克吕索尔街（Rue de Crussol） - 达尔博伊街（Rue Darboy） - 圣殿市郊街（Rue du Faubourg-du-Temple） - 圣安托万市郊街（Rue du Faubourg-Saint-Antoine） - 茹费里大道（Boulevard Jules-Ferry） - 凯勒街（Rue Keller） | - 拉佩街（Rue de Lappe） - 勒德吕-罗林大街(Avenue Ledru-Rollin) - 梅尼尔蒙唐大道（Boulevard de Ménilmontant） | - 共和国大街（Avenue de la République） - 勒努瓦大道（Boulevard Richard-Lenoir） - 圣盎博罗削街（Rue Saint-Ambroise） - 圣殿大道（Boulevard du Temple） - 宝座大街（Avenue du Trône） - 伏尔泰大道（Boulevard Voltaire） |

## 广场
| - 巴士底广场（Place de la Bastille） - 民族广场（Place de la Nation） - 共和国广场（Place de la République） |  | - 圣盎博罗削广场（Square Saint-Ambroise） |

## 外部連結
- 维基导游上有關11th arrondissement的旅行指南
- Mairie du 11e website （页面存档备份，存于） (in French)

48°51′31.24″N 2°22′45.50″E / 48.8586778°N 2.3793056°E